# The Johnny Cash Family Christmas
The Johnny Cash Family Christmas är ett julalbum från 1972 av Johnny Cash. Det är hans andra julalbum, det första  var The Christmas Spirit från 1963. Albumet innehåller färre egna Johnny Cash-låtar än föregångaren, och innehåller även dialoger mellan Johnny Cashs familj och vänner mellan låtarna. Sammanlagt skrevs tre låtar av Johnny Cash, själv eller med andra, medan två, Christmas as I Knew It och Silent Night, även förekommit på The Christmas Spirit. June Carter Cash, Marshall Grant, Tommy Cash, Harold Reid, Larry Butler, Maybelle Carter, Anita Carter, Carl Perkins och Lew DeWitt medverkar också på albumet.

## Låtlista
1. Opening Narration (Cash)
2. King of Love (Harold Reid)
3. Narration
4. Jingle Bells (James Lord Pierpont)
5. Narration
6. That Christmasy Feeling (Jimmy Peppers, Tommy Cash)
7. Narration
8. My Merry Christmas Song (Larry Butler)
9. Narration
10. Merry Christmas Mary (Larry Lee, Glenn D. Tubb)
11. Narration
12. Christmas Time's a-Comin (Tex Logan)
13. Narration
14. Christmas with You (Cash)
15. Christmas as I Knew It (June Carter Cash, Jan Howard)
16. Narration
17. When You're Twenty-One (Carl Perkins)
18. Narration
19. An Old Fashioned Tree (A. Becker, C. Williams)
20. Narration
21. Silent Night ("Stille Nacht, heilige Nacht") (Franz Gruber, Josef Mohr)

## Medverkande
- Johnny Cash - Sång
- June Carter, Marshall Grant, Tommy Cash, Harold Reid, Larry Butler, Maybelle Carter, Anita Carter, Carl Perkins, Lew DeWitt